# Roxana Matei
Roxana Matei (n. 1926, București, România – d. 16 iulie 2011, Köln, Germania) a fost o cântăreață română de muzică ușoară. Și-a câștigat renumele datorită unui timbru clar și unei interpretări lejere, amintind de muzica de jazz. În țară, numele ei a fost dat uitării de către regimul comunist după ce și-a încheiat brusc cariera în 1972 (o soartă asemănătoare a avut-o și Anca Agemolu), când a emigrat în Germania.

## Primi ani. Debutul
Roxana Matei provenea dintr-o familie de intelectuali. A fost sora marelui coregraf român Gelu Matei, coregraful multor spectacole de la Opera Română din București, precum și al unor emisiuni TV de divertisment sau exclusiv de balet. În adolescență, a fost entuziasmată de filmele muzicale americane cu Fred Astaire și muzică de George Gershwin, Irving Berlin, Cole Porter ș.a. A fost, de asemenea, atrasă de genurile blues și jazz (inclusiv de big band-urile conduse de Glenn Miller, Duke Elington, Tommy Dorsey). A fost influențată de interpretarea cântărețelor Ella Fitzgerald, Doris Day, Caterina Valente ș.a.
A debutat în anul 1955, în cadrul spectacolului I.P.S.R. zâmbește, organizat de Institutul de Proiectări. Aici a fost aclamată de public în urma interpretării unei piese americane de jazz.

## Activitate
Mamboul-cha-cha „Un minut” (Radu Șerban/Constantin Cârjan), interpretat de Roxana Matei, devine șlagărul anului 1958.
A lucrat în Teatrul de Stat de Estradă din București. Face imprimări la casa de discuri Electrecord, este invitată în emisiuni de televiziune. Întreprinde numeroase turnee naționale și peste hotare.
Roxana Matei a cântat piese românești scrise de autori importanți de muzică ușoară (Aurel Giroveanu, Henry Mălineanu, Radu Șerban, Vasile Veselovski ș.a.), dar și preluări după piese engleze, franceze și italiene. În total, a înregistrat peste o sută de piese. 

## Piese selectate
Toate numerele de catalog menționate fac referire la discuri Electrecord.
- Trenul de duminică (1958?, Giovanni Fanciulli/Eugen Mirea, preluare după „Bambino”, interpretată de Dalida) – EDA 2612, EDC 164, cu Trio Grigoriu
- Să știi că te mint (1958?, Vladimir Cosma/Eugen Mirea) – EDC 154
- Lîngă tine (1958?) – EDC 155
- Două păpuși (1958?, Heinz Gietz/Eugen Mirea) – EDA 2659, EDC 180
- Un minut (1959, Radu Șerban/Constantin Cârjan) – EDA 2793, EDC 213, EDE 041, cu Orch. de muzică ușoară Electrecord, dir. Teodor Cosma
- Tweedle Dee (1959) – EDA 2793,  cu Orch. de muzică ușoară Electrecord, dir. Teodor Cosma
- Oho, aha (1959?)
- Pomul cu vrăbii (1960, Radu Șerban/Constantin Cârjan)
- Cînd Te Scoli Dimineața (1961, Sașa Georgescu/Mircea Popovici)
- În Cuba (1961?, Edmond Deda)
- Adorabile
- Când ți-a bătut în geam iubirea
- Ciudat
- Dacă iubești cu adevărat
- E de necrezut
- Georgia
- Hai, iubește
- Îmi bate-n geam ploaia
- Lumea zice că n-am ritm
- Patricia
- Precipite
- Teleferic
- Zestrea mea